# Ri Kum-song
Ri Kum-song (* 14. Dezember 1988) ist ein ehemaliger nordkoreanischer Eishockeyspieler.

## Karriere
Ri Kum-song nahm für die nordkoreanische Nationalmannschaft an den Weltmeisterschaften der Division II 2005, 2006 und 2009 sowie den Weltmeisterschaften der Division III 2008, als er gemeinsam mit seinem Landsmann Song Chung-song drittbester Scorer hinter dem Griechen Dimitrios Kalyvas und dem Türken Emrah Özmen war, 2010, 2012 und 2013 teil.
Auf Vereinsebene spielte er für Taesongsan in der nordkoreanischen Eishockeyliga.

## Erfolge und Auszeichnungen
- 2008 Aufstieg in die Division II bei der Weltmeisterschaft der Division III
- 2010 Aufstieg in die Division II bei der Weltmeisterschaft der Division III, Gruppe B